# A26 (autoestrada)
A  A 26  – Autoestrada do Baixo Alentejo é um projeto de construção de uma autoestrada. Quando concluída, estará integrada no itinerário   IP 8  em toda a sua extensão e no   IC 33  no troço entre Santiago do Cacém e Roncão. Nesse momento, esta autoestrada fará a ligação entre as cidades de Sines e Beja, passando por Santiago do Cacém e Ferreira do Alentejo. Era suposto desempenhar um duplo papel: por um lado, no escoamento de produtos do porto e da refinaria de Sines, e por outro na aproximação da cidade de Beja e do seu aeroporto à autoestrada  A 2  e, por conseguinte, à capital Lisboa.
Os únicos troços construídos desta autoestrada localizam-se entre Sines e Relvas Verdes e entre a saída de Grândola Sul da autoestrada  A 2  e a Malhada Velha, perto de Figueira dos Cavaleiros.
A  A 26  será, num futuro indeterminado, expandida até Beja, através de um troço com portagens que irá cruzar as paisagens do Baixo Alentejo. O final das obras estava previsto inicialmente para Setembro de 2012, mas o aparecimento de problemas relativos ao financiamento das mesmas no final de 2011 atrasou os prazos previstos, tendo a conclusão da empreitada sido adiada pelo menos até 2016. Tal não aconteceu e atualmente as obras estão canceladas com a exceção da duplicação do troço entre Relvas Verdes - Roncão e das variantes de Figueira de Cavaleiros e de Beringel em construção.

## História
- Em 2009-07-31, foi lançada a empreitada do lanço A, a ligação Nó de Roncão   IC 33  / Nó de Grândola Sul   IP 1 .[2]
- Em 2010-08-31, foi anunciado que a construção do   IP 8 , uma ligação rodoviária entre Sines e Beja com perfil de autoestrada e portagens, já teria começado.[2] A obra representava um investimento de 257 milhões de euros e a sua abertura ao tráfego estava prevista para 2012.[2]
- Em 2011-12-19, o Secretário de Estado das Obras Públicas, Sérgio Silva Monteiro reconheceu que à data havia trabalhos suspensos nas obras da Subconcessão Baixo Alentejo, devido à “dificuldade” da concessionária, o consórcio Estradas da Planície, em obter financiamento junto dos bancos, um problema ao qual o Estado seria “completamente alheio”.[1]
- Em 2012-09-18, a Estradas de Portugal anunciou que chegou a acordo com o consórcio Estradas da Planície relativamente à Subconcessão Baixo Alentejo. Este acordo traduziu-se na retirada da subconcessão e suspensão dos trabalhos de construção dos lanços entre Relvas Verdes e Grândola Sul ( A 2 ) e entre Santa Margarida do Sado e Beja.[3]
- Em 2012-12-16, a Estradas de Portugal (EP) descreveu a decisão de construir a autoestrada  A 26  como "um equívoco técnico", porque "o tráfego previsto não justificava a criação de uma autoestrada dispendiosa para ficar literalmente sem trânsito".[4] A EP também referiu os 35 milhões de euros gastos até à data não foram "dinheiro investido", "mas sim fundos mal aplicados, que nunca trariam qualquer benefício significativo à economia".[4] Sobre o cancelamento das obras, a EP referiu que permitiu poupar "cerca de 60 milhões de euros" aos contribuintes.[4]
- Em 2019-02-13, a Infraestruturas de Portugal anunciou um prazo até 14 de Março para o começo da realização das obras na praça de portagem de Grândola Sul da  A 2 , para a inauguração do troço Grândola Sul ( A 2 ) - Malhada Velha, por parte da concessionária Brisa. Se a obra não avançasse até 14 de Março, o Governo tomaria posse desta.[5]
- Em 2020-06-26, o troço Grândola Sul ( A 2 ) - Malhada Velha foi aberto ao público, após a conclusão das obras na praça de portagem.
- Em 2024-07-07, foram retomadas as obras entre Relvas Verdes e Roncão.
- Em 2024-10-04, foi iniciada a construção da variante de Figueira dos Cavaleiros.
- Em 2025-01-06, foi iniciada a construção da variante de Beringel.

## Estado dos troços
| Troço                                                         | Situação | km   | Inauguração                                            | Concessão                   |
| ------------------------------------------------------------- | --- | ---- | ------------------------------------------------------ | --------------------------- |
| Sines - Santiago do Cacém (Relvas Verdes)                     | Em serviço | 8,6  | Década de 70/80? (como via rápida IP8) 2015 (como A26) | Infraestruturas de Portugal |
| Santiago do Cacém (Relvas Verdes) - Roncão                    | Em construção/duplicação, conclusão da obra prevista para 2026 | 14,6 | Prevista para 2026                                     | --                          |
| Roncão - Grândola Norte ( A 2 ) Roncão - Grândola Sul ( A 2 ) | Estudo de impacto ambiental na fase final, início da construção/duplicação prevista para 2025 e conclusão prevista em 2027construção do IC33/IP8 como alternativa. | 22,8 | Prevista para 2027                                     | --                          |
|                                                               | |      |                                                        |                             |
| Grândola Sul ( A 2 ) - Malhada Velha                          | Em serviço | 13   | 26 Junho 2020                                          | Baixo Alentejo              |
| Malhada Velha - Figueira dos Cavaleiros                       | Construção suspensa, em estudo para reinício das obras | 5,6  | --                                                     | --                          |
| Variante de Figueira dos Cavaleiros                           | Em construção, conclusão da obra prevista para 2027 | 4,1  | Prevista para 2027                                     | --                          |
| Figueira dos Cavaleiros - Beringel                            | Construção suspensa, em estudo para reinício das obras | 15,4 | --                                                     | --                          |
| Variante de Beringel                                          | Em construção, conclusão da obra prevista para 2027 | 3    | Prevista para 2027                                     | --                          |
| São Brissos - Beja                                            | Construção suspensa, em estudo para reinício das obras | 4,3  | --                                                     | --                          |

## Perfil
| Troço                               | Perfil | Extensão  |
| ----------------------------------- | ------ | --------- |
| Sines - Santiago do Cacém (oeste)   |        | 9 km      |
| Santiago do Cacém (oeste) - Roncão  |        | 15 km     |
| Variante de Figueira dos Cavaleiros |        | 4,1 km    |
| Variante de Beringel                |        | 3 km      |
| Roncão - São Brissos (Beja)         |        | X 60,9 km |

## Nós de ligação

### Sines - Beja
| Número da Saída                     | km | Destinos                                | Estrada que liga |
| ----------------------------------- | -- | --------------------------------------- | ---------------- |
|                                     | 0  | Sines                                   |                  |
|                                     | 0  | Sines (centro)                          |                  |
| 1                                   | 3  | Sines (sul) Vila Nova de Santo André    | IP 8 A 26-1      |
| 2                                   | 5  | Zona Industrial                         |                  |
| 3                                   | 10 | Monte da Boavista                       |                  |
| 4                                   | 12 | Santiago do Cacém (oeste) Relvas Verdes | N 261-3          |
| 5                                   | 17 | Santiago do Cacém (norte) Santo André   | N 261            |
| 6                                   | 20 | Santa Cruz Ademas                       |                  |
| 7                                   | 26 | Roncão Grândola                         | IC 33            |
|                                     | 26 | direção Grândola                        |                  |
|                                     |    |                                         |                  |
|                                     | 48 | Grândola / Ourique Lisboa / ALGARVE     | A 2              |
| 9                                   | 48 | Grândola / Ourique Lisboa / ALGARVE     | A 2              |
| 10 (A saída não existe)             | 55 | Santa Margarida do Sado                 | N 259            |
|                                     | 60 | direcção Beja                           | IP8 / N 259      |
| Figueira dos Cavaleiros / Beja      |    |                                         |                  |
| Variante de Figueira dos Cavaleiros |    |                                         |                  |
| X                                   | 75 | Ferreira do Alentejo Odivelas           | N 2              |
| Variante de Beringel                |    |                                         |                  |
| X                                   | 94 | São Brissos Beja aeroporto              | N 121            |